# استان جین

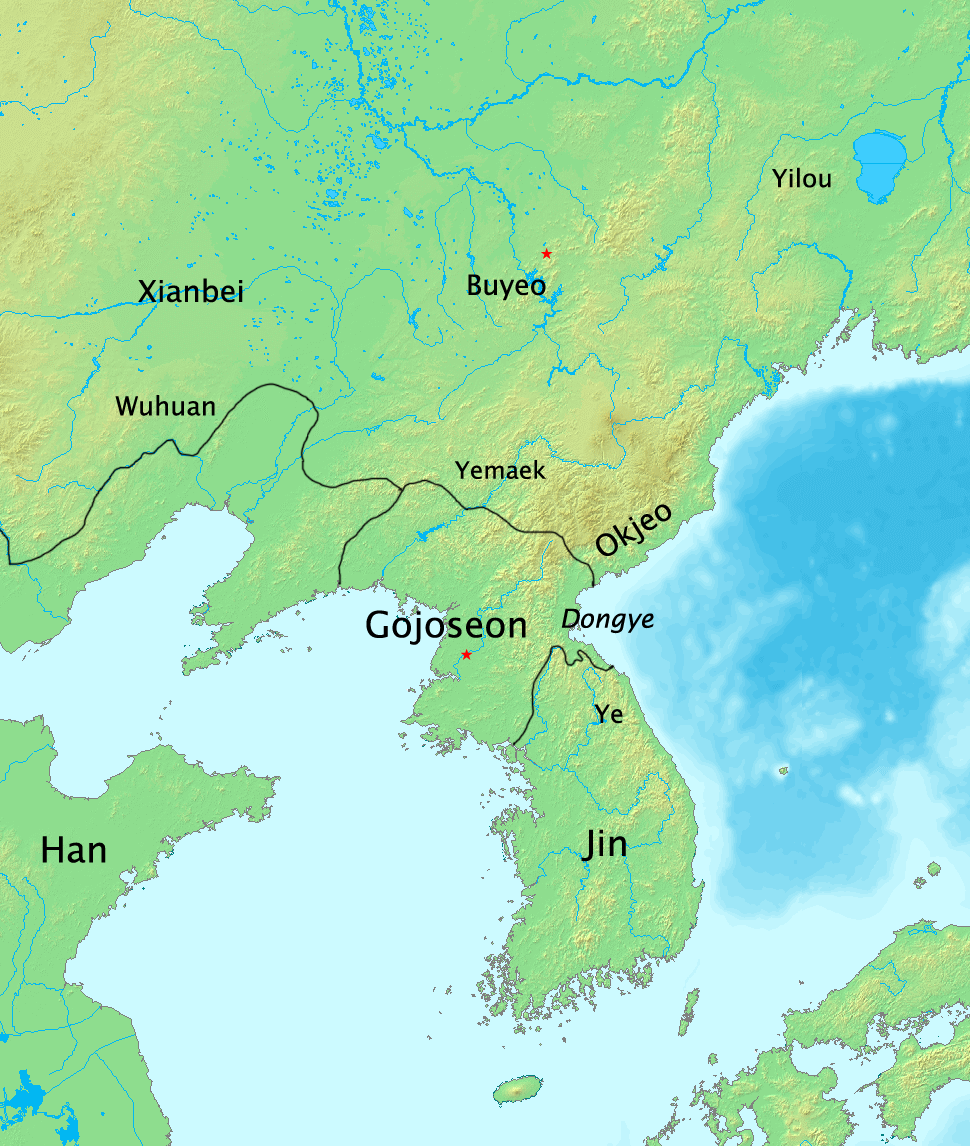
ایالت جین در ۱۰۸ قبل از میلاد

استان جین (۳۰۰ پیش از میلاد)، در جنوب امپراتوری گوجوسان شکل گرفت. این حکومت رفته رفته بر قدرت خود بیشتر کرد و حتی به امپراتوری گوجوسان حمله کرد و قسمتی از قلمرو این امپراتوری را تصرف کرد. اما پس از سقوط امپراتوری گوجوسان، این حکومت از هم پاشید.

## تاریخ
سطح سازماندهی جین به عنوان یک دولت سیاسی رسمی نامشخص است. به نظر می‌رسد که فدراسیونی از ایالت‌های کوچک بسیار شبیه سم‌هان بوده‌است. برای اینکه ایالت بتواند با گوجوسان معاصر خود مبارزه کند و سفارتخانه‌هایی را به دربار سلسله هان غربی بفرستد، احتمالاً سطحی از قدرت مرکزی پایدار وجود داشت. مورخ کره‌ای (کی باک لی) همچنین نشان می‌دهد که تلاش پادشاهی برای باز کردن تماس‌های مستقیم «حاکی از تمایل شدید جین برای بهره‌مندی از مزایای فرهنگ فلزی چینی است.» با این حال، در اکثر موارد گوجوسان از تماس مستقیم بین جین و چین جلوگیری کرد.
گزارش شده‌است که پادشاه جون گوجوسان پس از اینکه ویمان تاج و تخت او را تصرف کرد و ویمان، گوجوسان را تأسیس کرد به جین گریخت. برخی معتقدند که کلمه چینی (Gaeguk (蓋馬國 یا Gaemaguk، به معنای واقعی کلمه به معنای پادشاهی اسب‌های زره پوش، واقع در نزدیکی فلات (Kaema) به جین اشاره دارد.  گفته می‌شود که گوگوریو در سال ۲۶ پس از میلاد «گاماگوک» را فتح کرد، اما این ممکن است به قبیله دیگری در کره‌ شمالی اشاره داشته باشد.
گفته می‌شود یکی از مقامات دربار گوجوسان به نام یئوک گی گیونگ (歷谿卿)، پس از ناکامی در متقاعد کردن اوگو گوجوسان ، به جین که در شرق گوجوسان قرار داشته، گریخته است.
سوابق تا حدودی در مورد انقراض جین متناقض هستند: یا به جین‌هان بعدی تبدیل شد،  یا به عنوان یک کل به سامهان تغییر کرد. سوابق باستان شناسی جین در قلمرویی که بعدها به ماهان تبدیل شد، یافت شده‌است.